# Neustädter Kirchhof 14 (Quedlinburg)

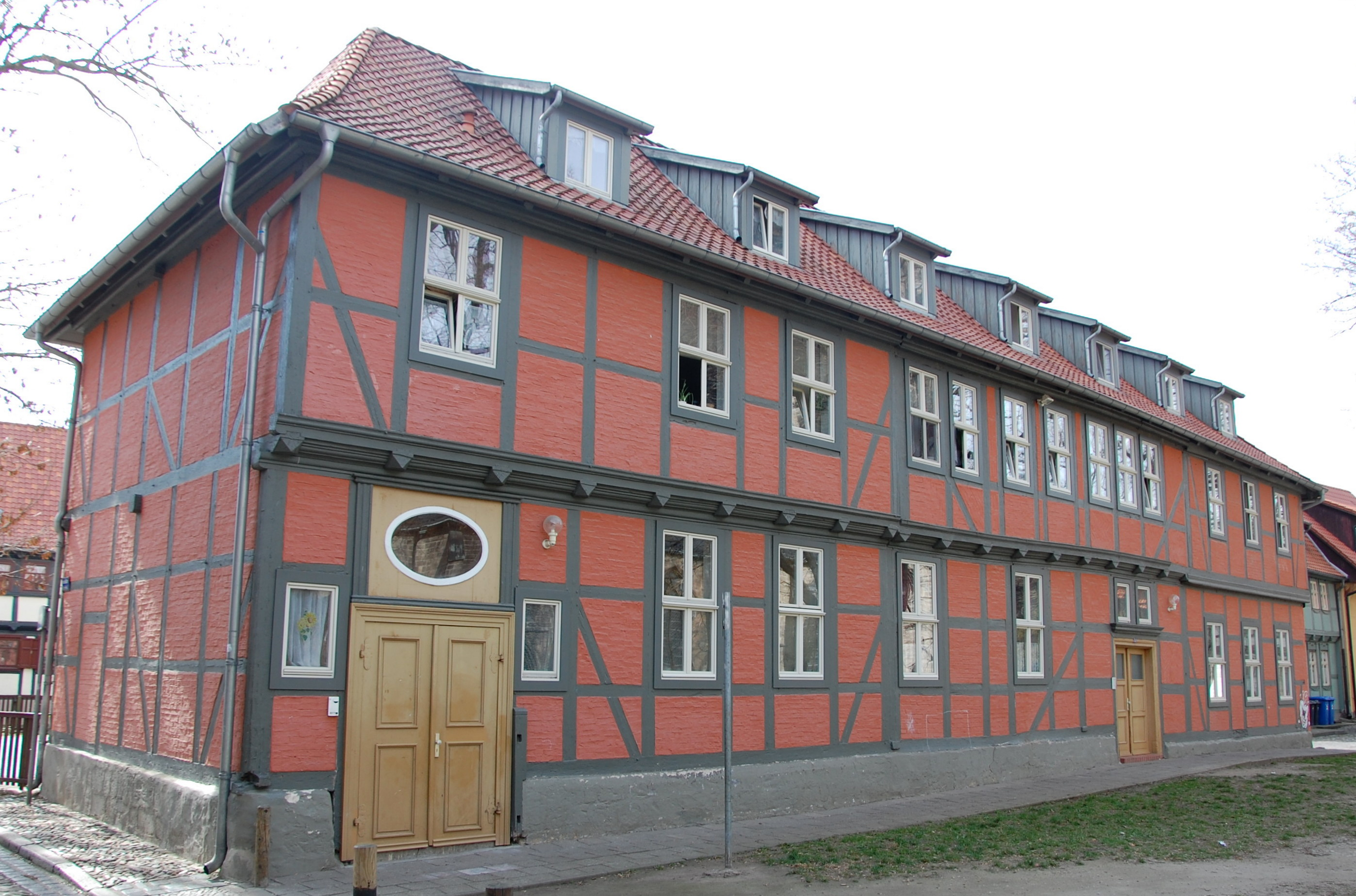
Haus Neustädter Kirchhof 14, Nordseite

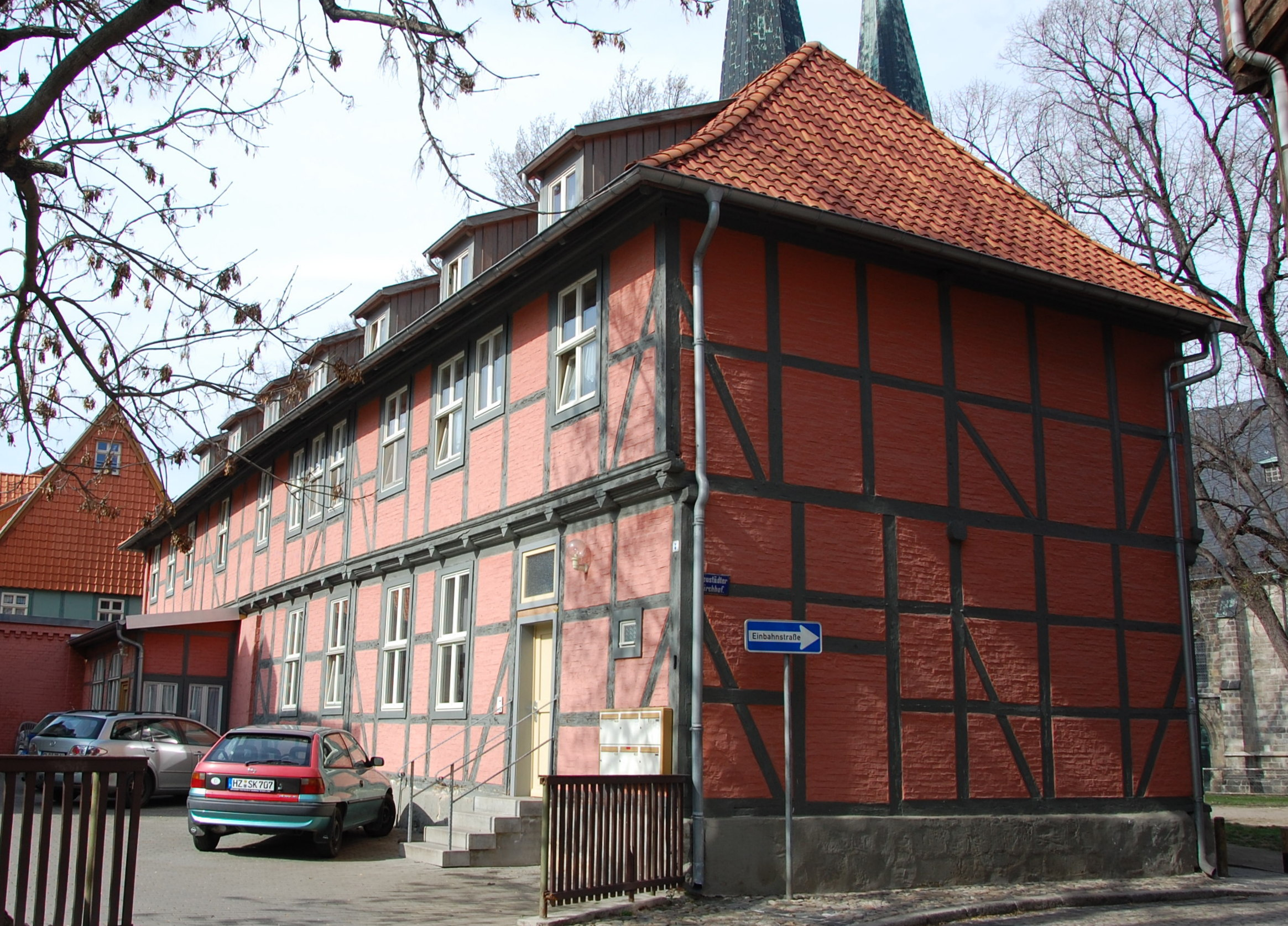
Südseite

Das Haus Neustädter Kirchhof 14 ist ein denkmalgeschütztes Gebäude in der Stadt Quedlinburg in Sachsen-Anhalt.

## Lage
Es befindet sich in der historischen Quedlinburger Neustadt an der Südseite des Neustädter Kirchhofs, südlich der Sankt-Nikolai-Kirche. Es gehört zum UNESCO-Weltkulturerbe und ist im Quedlinburger Denkmalverzeichnis als Pfarrhaus eingetragen. Es wird auch als Schule der Neustädter Parochie bezeichnet. Sowohl westlich als auch östlich des Hauses verlaufen Gassen zur südlich gelegenen Straße Kaplanei.

## Architektur und Geschichte
Das zweigeschossige, langgestreckte Fachwerkhaus wurde im Jahr 1706 als neues Pfarrhaus der Sankt-Nikolai-Gemeinde errichtet. In den Jahren 1710 und 1823 wurden Erweiterungen vorgenommen. An den Stockschwellen des Gebäudes befinden sich datierende Inschriften. Für die Erweiterung von 1823 verweist die Inschrift J.G.STEGMAN ZIM. auf Johann G. Stegmann als Zimmermeister. Als Verzierung bestehen Pyramidenbalkenköpfe. Die Gefache sind mit unterschiedlichen Zierausmauerungen versehen. Die Türen des Gebäudes sind aufwendig gestaltet.